# Joris Van Hout
Pour les articles homonymes, voir Van Hout.
Joris Van Hout  est un footballeur belge né le 10 janvier 1977 à Mol (Belgique). 
Il a été attaquant à Anderlecht, avant de faire carrière en Bundesliga, au Borussia Mönchengladbach puis au VfL Bochum.
Il a joué un match avec l'équipe de Belgique en 2002.
Il est de retour en Belgique, au KVC Westerlo, depuis juillet 2007.

## Palmarès
- International belge en 2002 (1 sélection)
- Champion de Belgique D2 en 1999 avec le FC Malines
- Champion d'Allemagne D2  en 2006 avec le VfL Bochum